# 아만다 삼페드로
아만다 삼페드로 부스토스(스페인어: Amanda Sampedro Bustos, 1993년 6월 26일 ~ )는 스페인의 여자 축구 선수이다. 포지션은 공격형 미드필더이며, 현재 아틀레티코 마드리드 페메니노 소속이다.

## 클럽 경력
14세 시절이던 2007년에 아틀레티코 마드리드 페메니노에 입단했다.

## 국가대표 경력
스위스에서 개최된 2010년 UEFA U-17 여자 축구 선수권 대회에서 스페인의 우승에 기여했으며 트리니다드 토바고에서 개최된 2010년 FIFA U-17 여자 월드컵에서는 스페인이 3위를 차지하는 데에 기여했다. 튀르키예에서 개최된 2012년 UEFA U-19 여자 축구 선수권 대회에서는 스페인의 준우승에 기여했다.
2012년 9월에는 스페인 여자 축구 국가대표팀 명단에 처음으로 이름을 올렸으며 UEFA 여자 유로 2013 본선에 참가한 스페인 여자 축구 대표팀 명단에 이름을 올렸다. 2015년 2월에 열린 오스트리아와의 경기에 처음 출전하면서 스페인 여자 축구 대표팀 선수로 데뷔했고 2015년 FIFA 여자 월드컵, UEFA 여자 유로 2017, 2019년 FIFA 여자 월드컵에 참가했다.

## 수상

### 클럽
아틀레티코 마드리드
- 프리메라 디비시온 페메니나 2회 우승 (2016-17, 2017-18)
- 코파 데 라 레이나 1회 우승 (2016)

### 국가대표
- 2010년 UEFA U-17 여자 축구 선수권 대회 우승
- 2010년 FIFA U-17 여자 월드컵 3위
- 2012년 UEFA U-19 여자 축구 선수권 대회 준우승